# Doretta (Vorname)
Doretta ist ein weiblicher Vorname.

## Herkunft und Bedeutung
Der Name wird vor allem im Englischen und Italienischen verwendet und ist eine Verkleinerungsform von Dora.
Eine Variante ist Dorita (englisch).
Männliche Formen sind unter anderem Isadore, Isidore und Theodore.

## Bekannte Namensträgerinnen
- Doretta Maria Loschelder (* 1944), deutsche Diplomatin